# Vaporetto dell’Arte vízibusz (Velence)
A velencei Vaporetto dell’Arte jelzésű vízibusz a Ferrovia (vasútállomás) és a San Giorgio (a Velencei biennálé nyitvatartása alatt a Giardini (Biennale)) megállók között közlekedett. A viszonylatot az ACTV üzemeltette.

## Története
A vízibusz 2012. június 1-én indult, kifejezetten azzal a céllal, hogy a turisták megismerhessék Velence „főutcájának”, a Canal Grande látványosságait.
Ugyan a járat menetrend szerint közlekedik, de csak saját jeggyel volt igénybe vehető . A járaton az utasokat a székekbe épített monitorokon videós információkkal, valamint audioguide-ok segítségével több nyelven (olaszul, angolul, franciául, németül és spanyolul) ismertették meg Velence történelmével.
A vízibuszra váltott jegyek később kedvezményes belépésre jogosítottak egyes múzeumokba, kulturális látnivalókhoz (pl. Accademia, Dózse-palota, Biennale stb.).
A járatok az Arsenale és Giradini (Biennale) megállóhelyeken csak a velencei biennálé nyitvatartási ideje alatt (augusztus-november) áltnak meg.
A Vaporetto dell’Arte járat története:
| Időszak     | Járat- szám         | Megállók |
| ----------- | ------------------- | --- |
| 2012 – 2013 | Vaporetto dell’Arte | Ferrovia (Santa Lucia) – San Stae – Ca’ d’Oro – San Samuele – Accademia – Salute – San Marco (Giardinetti) – San Giorgio – Arsenale – Giardini (Biennale) |

## Megállóhelyei
| sz. | idő (perc) | megállóhely neve        | sz. | idő (perc) | látnivalók                                                                                        |
| --- | ---------- | ----------------------- | --- | ---------- | ------------------------------------------------------------------------------------------------- |
| 1   | 0          | Ferrovia (Santa Lucia)  | 10  | 41         | Scalzi                                                                                            |
| 2   | 7          | San Stae                | 9   | 36         | San Stae, Fondaco dei Turchi, Ca’ Pesaro, Ca’ Foscarini                                           |
| 3   | 10         | Ca’ d’Oro               | 8   | 33         | Ca’ d’Oro, Palazzo Sagredo                                                                        |
| 4   | 19         | San Samuele             | 7   | 24         | San Samuele, Palazzo Grassi                                                                       |
| 5   | 23         | Accademia               | 6   | 18         | Accademia, Palazzo Contarini Zaffo, Palazzo degli Scrigni, Palazzo Cini, Palazzo Venier dei Leoni |
| 6   | 26         | Salute                  | 5   | 15         | Santa Maria della Salute, Dogana                                                                  |
| 7   | 29         | San Marco (Giardinetti) | 4   | 12         | Szent Márk tér, Dózsepalota, Harry's Bar, Palazzo Giustinian, Palazzo Tiepolo                     |
| 8   | 34         | San Giorgio             | 3   | 7          | San Giorgio                                                                                       |
| 9   | 38         | Arsenale                | 2   | 3          | Arsenale, Museo Storico Navale                                                                    |
| 10  | 41         | Giardini                | 1   | 0          | Giardini Biennale                                                                                 |